# Cala Millor
Cala Millor és un nucli turístic situat al nord-est de l'illa de Mallorca, que pertany als municipis costaners de Sant Llorenç des Cardassar i Son Servera.
Rep el nom de l'extensa platja de sorra blanca que li dona l'atractiu turístic, que es troba entre la Punta de n'Amer i Cala Bona. La zona es troba propera a la muntanya de Na Penyal.
El desenvolupament urbanístic de Cala Millor es va iniciar als anys quaranta amb les primeres construccions d'habitatges unifamiliars de planta baixa. Posteriorment, als anys cinquanta, es van començar a edificar els primers establiments hotelers, l'Eureka i el Sabina, un fet que va marcar l'inici del creixement turístic de la zona. Durant les dècades dels seixanta i setanta, Cala Millor va experimentar un auge turístic significatiu, impulsat per la construcció d'infraestructures hoteleres i serveis.
Cala Millor disposa de més de 28.000 places d'allotjament turístic. La seva economia està basada en el sector terciari, amb una forta presència de serveis orientats al turisme. També destaca el creixement demogràfic relacionat amb la presència de treballadors temporals del sector. Té una població empadronada de 5.198 habitants (2023).
Compta amb instal·lacions com l'Auditòrium Sa Màniga, inaugurat el 1999, que actua com a centre cultural i de congressos del municipi. A més, es celebren esdeveniments anuals com les Festes del Turista, que inclou activitats culturals i gastronòmiques en col·laboració amb els ajuntaments de Sant Llorenç des Cardassar i Son Servera.